# 徳齢
徳齢（とくれい、Lizzie Yu Der Ling）は、中華民国時代の文筆家。

## 生涯
清末の正白旗漢軍旗人で駐日公使、駐仏公使などを歴任した裕庚の娘。母親はフランス人であったとされる。妹容齢とともに西太后のもとに仕えた。兄勛齢も宮廷で雑用係を勤め、写真撮影ができたために西太后の宮廷生活写真を撮影している。

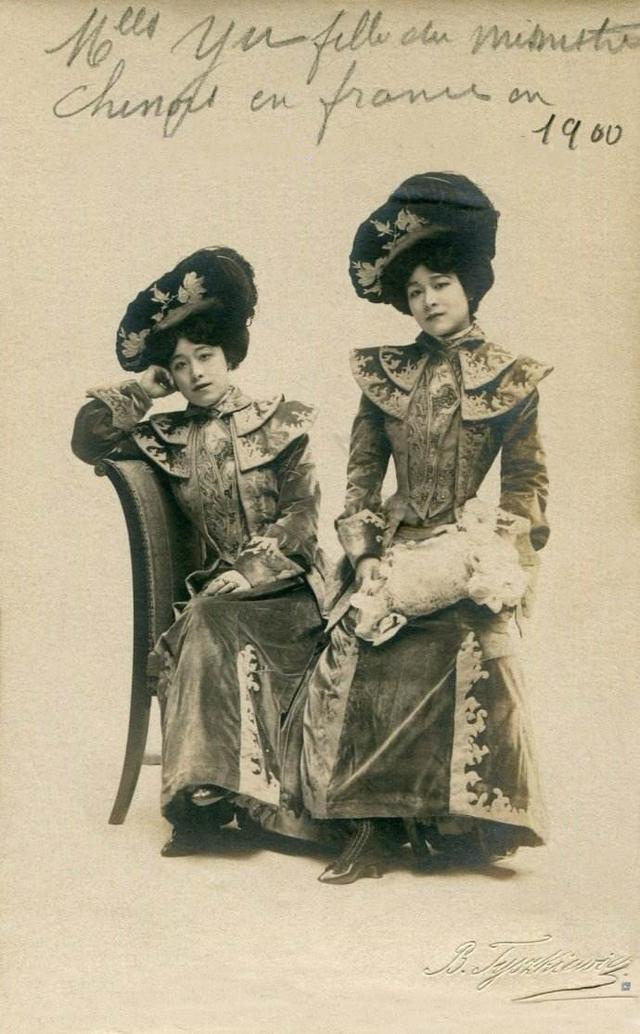
徳齢と妹の容齢、1900。

湖北省武昌で生まれ、荊州で幼年期を過ごした。1895年より父の任地であった日本で3年間を、フランスで4年間を過ごした。海外の生活の中で、外国語と教養を身につけ、各国の国情に通じるようになった。容齢とともにイサドラ・ダンカンに舞踊を習ってもいる。徳齢はフランスの司教アルフォンス・ファヴィエによって洗礼を受けたカトリック教徒であった。
1902年、裕庚の任期が終了して帰国したのに従って、21歳の徳齢も北京に至った。義和団の乱以後、西太后は各国公使とその夫人たちに会うことを好むようになったが、慶親王奕劻より裕庚の娘が外国語と西洋のマナーに通じていると聞き、徳齢と妹の容齢を宮中に女官として召し出した。徳齢は西太后と外国公使夫人の通訳を務めたが、1905年に父の病により宮中を出て上海に移り住んだ。徳齢によると、宮中にいた期間に西太后は栄禄の息子の巴竜とめあわせようとしたが、光緒帝の計らいで沙汰やみとなったという。
1907年5月21日、アメリカ合衆国の上海副領事サディウス・ホワイトと結婚し、1915年に夫に従ってアメリカに移住した。
アメリカ移住後に英文で回想録と記録文学の執筆を始め、西太后と宮廷生活の情景や清末の政局の見聞を描いた。また中国でも顧秋心・秦痩鴎らによって翻訳され、『申報』などに掲載され、大きな反響を巻き起こした。
日中戦争中は宋慶齢が立ちあげた保衛中国同盟に参加した。
1944年、カリフォルニア州で交通事故により死去。
徳齢の一連の作品は清末の貴重な宮廷回想録と思われているが、小説と回想の部分が不明瞭であって、史料として使用するには非常に注意が必要である。
例えば“Imperial Incense”（邦訳『西太后絵巻』、『西太后汽車に乗る』）では徳齢が西太后とともに汽車で熱河、奉天を旅行したことになっているが、これは完全なフィクションで、西太后が熱河に行ったのはアロー戦争の時に咸豊帝とともに熱河の避暑山荘に避難した時のみで、奉天に至っては行ったこともない。
他の作品でも同様にフィクション、脚色、史実誤認が多数みうけられ、小説として割り切って読むほうが無難である。
また、徳齢は自らの筆名をPrincess Der Lingとし、中国では徳齢公主として知られておりドラマ化もされている。徳齢によると、西太后が七十歳の誕生日の祝賀行事で徳齢と容齢を特別に郡主（親王の娘が封じられる階級）に封じたという。しかし、中国の学者は皇族の娘ではない2人が郡主に封じられることはありえないと疑問視している。容齢の回想録『清宮瑣記』によると、容齢は宮廷で五姑娘（五は容齢の排行）と呼ばれており、徳齢が郡主や格格（皇族の娘）と呼ばれたことはなかっただろうと考えられる。さらに徳齢を女官とすることについても、清朝では女官は重要な儀式の際に国から臨時に任命される役職であるため、西太后のそばに仕えたからといって彼女達を女官とするのは適切ではないという意見がある。

## 著書
- Two Years in the Forbidden City（1911）[3]
  - 訳書（以下略）『西太后に侍して―紫禁城の二年』、田中克己・太田七郎訳、生活社、1942年／研文社、1997年、講談社学術文庫 、2023年　
  - 『素顔の西太后』、井出潤一郎訳、東方書店、1987年。
- Old Buddha（1928）
  - 『西太后秘話―その恋と権勢の生涯』、さねとうけいしゅう（実藤恵秀）訳、東方書店、1983年。
- Kowtow（1929）
- Lotos Petals（1930）
- Jades and Dragons（1932）
- Golden Phoenix（1932）
- Imperial Incense（1933）
  - 『西太后絵巻』、実藤恵秀訳、大東出版社、1941年
  - 『西太后汽車に乗る』、井関唯史訳、東方書店、1997年。
- Son of Heaven（1935）
  - 『天子―光緒帝悲話』、永峰すみ・野田みどり訳、東方書店、1985年。
- Song of Heaven（1938）

## ドラマ
『清宮秘档之徳齢公主』（2006年、CCTV－8）